# 対立遺伝子
対立遺伝子（たいりついでんし、英: allele）とは、対立形質を規定する個々の遺伝子を指す。アレル, アリルと呼ばれることもある。

## 概要
多くの真核生物は、両親から配偶子を通してそれぞれ1セットのゲノムを受け取ることによって、計2セットのゲノムを持つ。これはすなわち、各個体はそれぞれの遺伝子座について、2個の遺伝子を持っていることを意味する。このとき、同じ遺伝子座を占める個々の遺伝子を対立遺伝子と呼ぶ。また、両親から同じ対立遺伝子を引き継いだ状態をホモ接合、異なる対立遺伝子を引き継いだ状態をヘテロ接合と呼ぶ。ホモ接合の個体はホモ接合体、ヘテロ接合の個体はヘテロ接合体である。
対立遺伝子のうち、野生集団の多くが持つものを野生型遺伝子 (wildtype gene) と呼ぶことがある。野生型遺伝子は、その遺伝子の正常な状態であり、本来の機能を有していると考えられる。一方で、野生型遺伝子でない他の対立遺伝子は、野生型遺伝子の変異であると捉えることが出来る。つまり、野生型遺伝子に変異が生じることにより新たな対立遺伝子が生じるのである。

## 対立遺伝子の分類
対立遺伝子の分類法はいくつか知られているが、いずれも、野生型遺伝子と比較したときの遺伝子活性の違いに着目したものである。最も古くから使われ、広く浸透しているものにMullerによる分類がある。Mullerは、ショウジョウバエを用いた遺伝学的解析の結果から、対立遺伝子を次のように分類した。
1. 完全に遺伝子の活性を失った対立遺伝子であるアモルフ (amorph)
2. 部分的に遺伝子活性を失ったハイポモルフ (hypomorph)
3. 遺伝子活性が上昇したハイパーモルフ
4. 野生型の機能を妨げるように働くアンチモルフ (antimorph)
5. 新たな機能を獲得したネオモルフ (neomorph)

この分類法は今でも遺伝学の多くの場面で使われている。対立遺伝子の分類は遺伝学位的解析による野生型遺伝子との比較にもとづくものであるが、これは個々の遺伝子に生じた変異の分類に他ならないことから、上記の名称はそのまま変異そのものの種類を表すときにも使われる。近年では、遺伝子産物の分子活性に着目した、機能欠失型対立遺伝子 (loss of function allele) あるいは機能獲得型対立遺伝子 (gain of function allele) という、より簡便な分類もよく使われる。これは本来は遺伝子産物に見られる変異（機能欠失型変異あるいは機能獲得型変異）についての記述であったものが、対立遺伝子の分類に応用されるようになったものである。

## 遺伝子型と表現型
個体がもつ対立遺伝子の組合せを遺伝子型 (genotype) と呼ぶ。これに対して、見かけ上現れる形質を表現型 (phenotype) と呼ぶ。対立遺伝子は、野生型対立遺伝子とのヘテロ接合体の表現型にしたがって、優性対立遺伝子あるいは劣性対立遺伝子に分けることが出来る（多くの高校教科書に現れる半優性という言葉は実際にはあまり使われず、優性の一形態として解釈される）。ある対立対立遺伝子と野生型対立遺伝子とのヘテロ接合体が、野生型対立遺伝子のホモ接合体とは異なる表現型を示すとき、この対立遺伝子を優性対立遺伝子と呼ぶことがある。同様に、野生型対立遺伝子とのヘテロ接合体が野生型と同じ表現型を示すものは劣性対立遺伝子である。しかしながら、優性と劣性の違いは、観察対象とする表現型により異なるため、絶対的な分類ではない。例えば、ショウジョウバエのNotch変異は、野生型対立遺伝子とのヘテロ接合において翅の形態異常（翅の縁の一部が鋸状に欠ける）を示し、ホモ接合は胚性致死を引き起こすが、この場合、翅の形態異常の表現型は優性であるが、胚性致死は劣性である。旧教育課程では、メンデルの法則の一つとして「優性の法則」が教えられていたが（新課程ではなくなっている）、上記の通り、表現型における対立遺伝子の優性・劣性の区別は非常に曖昧なものであり、他の先進国の生物教育では扱われない。

## 例
メンデルによる『雑種植物の研究』に登場するエンドウマメを例にとれば、マメの色、つるの長さ、しわの有無、といった形質に対応する遺伝子座が存在し、最後のものに関しては「しわが有る」あるいは「しわが無い」に対応する遺伝子が存在する。この二つの遺伝子は対立遺伝子の関係にあるといえる。
ヒトのアルコール代謝経路ではALDH2というアルデヒドデヒドロゲナーゼが重要な働きをしている。ALDH2にはALDH2*1とALDH2*2が存在することが知られており、その違いは第12染色体にあるALDH2遺伝子のエクソン12の変異に由来している。487番目のアミノ酸コドンがGAA（グルタミン酸）ならALDH2*1ができ、AAA（リシン）ではALDH2*2が作られる。すなわち、ALDH2遺伝子にはALDH2*1とALDH2*2の2種類の対立遺伝子があることになる。ALDH2*1対立遺伝子から作られる酵素は活性が高く、俗に酒に強い遺伝子と呼ばれている。ALDH2*2は活性が弱いため、この対立遺伝子を両親から受け継いだ人（ALDH2*2のホモ接合型）は非常にアルコールに弱くなる。
一方、ヒトのアルデヒド脱水素酵素としてはALDH1も知られているが、ALDH1は第9染色体にあり、第12染色体にあるALDH2とは遺伝子座が異なっている。このため、ALDH1とALDH2との関係は対立遺伝子とは呼ばれない。